# 中国人权 (组织)
中國人權（英語：Human Rights in China）是一個國際性的非政府組織，目的在於「通過開展研究、教育和其它相關項目的工作，促進普世承認的人權在中國得到實現，並推動這些權利在中國受到制度性的保護」。中國人權成立於1989年3月，由世界各地來自中國大陸的科學家及學者創立，總部位於美國紐約市，於香港設有辦公室。中國人權是歷史最悠久的世界性人權組織國際人權聯盟的成員。
中國人權的現任执行主任是周鋒鎖（2023至今）；前任执行主任是谭竞嫦（2002-2023）、蕭強（1991-2002）。
由於中國人權成立之時正值八九民運期間，他們的成員大多數是民運人士及其它異議人士。中華人民共和國政府認為，中國人權干涉中國內政。
1995年，中國人權獲中國民主教育基金會頒發第10屆傑出民主人士獎。

## 资金和争议
中國人權每年接受美国国家民主基金会十多万美元的资助，美国国家民主基金会的经费主要来源于美国国会。